# Епархия Сан-Хуан-Баутиста-де-лас-Мисьонеса
Епархия Сан-Хуан-Баутиста-де-лас-Мисьонеса (исп. Diócesis de San Juan Bautista de las Misiones, лат. Dioecesis Sancti Ioannis Baptistae a Missionibus) — епархия Римско-Католической церкви c центром в городе Сан-Хуан-Баутиста, Парагвай. Епархия Сан-Хуан-Баутиста-де-лас-Мисьонеса распространяет юрисдикцию на департаменты Мисьонес и Ньеэмбуку. Епархия Сан-Хуан-Баутиста-де-лас-Мисьонеса входит в митрополию Асунсьона. Кафедральным собором епархии Сан-Хуан-Баутиста-де-лас-Мисьонеса является церковь Святого Иоанна Крестителя. На территории епархии также находится базилика Пресвятой Девы Марии Пилар в городе Пилар.

## История
19 января 1957 года Папа Римский Пий XII издал буллу «Qui mandatum accepimus», которой учредил епархию Сан-Хуан-Баутиста-де-лас-Мисьонеса, выделив её из архиепархии Асунсьона и епархии Вильяррики (сегодня — Епархия Вильяррики-дель-Эспириту-Санто).

## Ординарии епархии
- епископ Рамон Пастор Богарин Арганья (19.01.1957 — 3.09.1976);
- епископ Карлос Мильсиадес Вильяльба Акино (25.07.1978 — 22.07.1999);
- епископ Марио Меланио Медина Салинас (с 22 июля 1999 года).